# Bob Bondurant
Robert Bondurant (Evanston, Illinois, 27 de abril de 1933 – 12 de novembro de 2021) foi um automobilista norte-americano. Correu na Fórmula 1 pela Ferrari e pela Eagle.
Bondurant participou de 9 Grandes Prêmios de Fórmula 1 nas temporadas de 1965 e 1966, obtendo um quarto lugar em Mônaco de 1966, o que lhe rendeu 3 pontos no Mundial de Pilotos.
Bob Bondurant foi o instrutor de direção dos atores Paul Newman e Tom Cruise.